# Par Avion (Lost)
 For alternative betydninger, se Par Avion (flertydig). (Se også artikler, som begynder med Par Avion)
"Par Avion" er det 12. afsnit af tredje sæson af den amerikanske tv-serie Lost, og hele seriens 59. afsnit. Episoden blev instrueret af Paul Edwards, og skrevet af Christina M. Kim og Jordan Rosenberg. Afsnittet blev udsendt første gang den 14. marts 2007. "Par avion" er fransk og bruges til at markere luftpost. "Aves" betyder desuden "fugl" på latin.
Desmond Hume (Henry Ian Cusick) afslører overfor Claire Littleton (Emilie de Ravin) at han ofter ser glimt hvori Charlie Pace (Dominic Monaghan) dør, og får forklaringen på hvorfor Charlie har opført sig underligt. I flashbacks afsløres det at Claire desuden har samme far, som en af de andre overlevende på øen.

## Trivia
- I Star Wars, der er bekræftet som en ofte anvendt reference i Lost[3], kæmper Luke og Leia Skywalker side om side, og finder til sidst ud af de er søskende.

## Fodnoter
1. 1 2   "Par Avion" Press Release
2. ↑  Lostpedia.com om "Par Avion". Hentet 26. juni 2008.
3. ↑  Lost: The Complete First Season (Buena Vista Home Entertainment)